# Іцхак Перец
Іцхак Хаїм Перец (івр. יצחק חיים פרץ; нар. 26 березня 1938, Касабланка, Марокко) — ізраїльський політик і релігійний діяч, член Кнесету, міністр у ряді кабінетів.

## Біографія
Народився в Марокко, емігрував до Ізраїлю в 1950 році, навчався в єшиві. Головний рабин Раанани в 1962—1984 роках.
Член Кнесету з 1984 по 1992, коли він пішов у відставку незабаром після свого обрання на пост депутата втретє.
З 1984 по 1987 міністр внутрішніх справ Ізраїлю, міністр у справах абсорбції в 1988—1992 роках, в 1984 і 1987 — міністр без портфеля.